# Nagyacsád
Nagyacsád is een plaats (község) en gemeente in het Hongaarse comitaat Veszprém. Nagyacsád telt 731 inwoners (2001).